# Gemerka

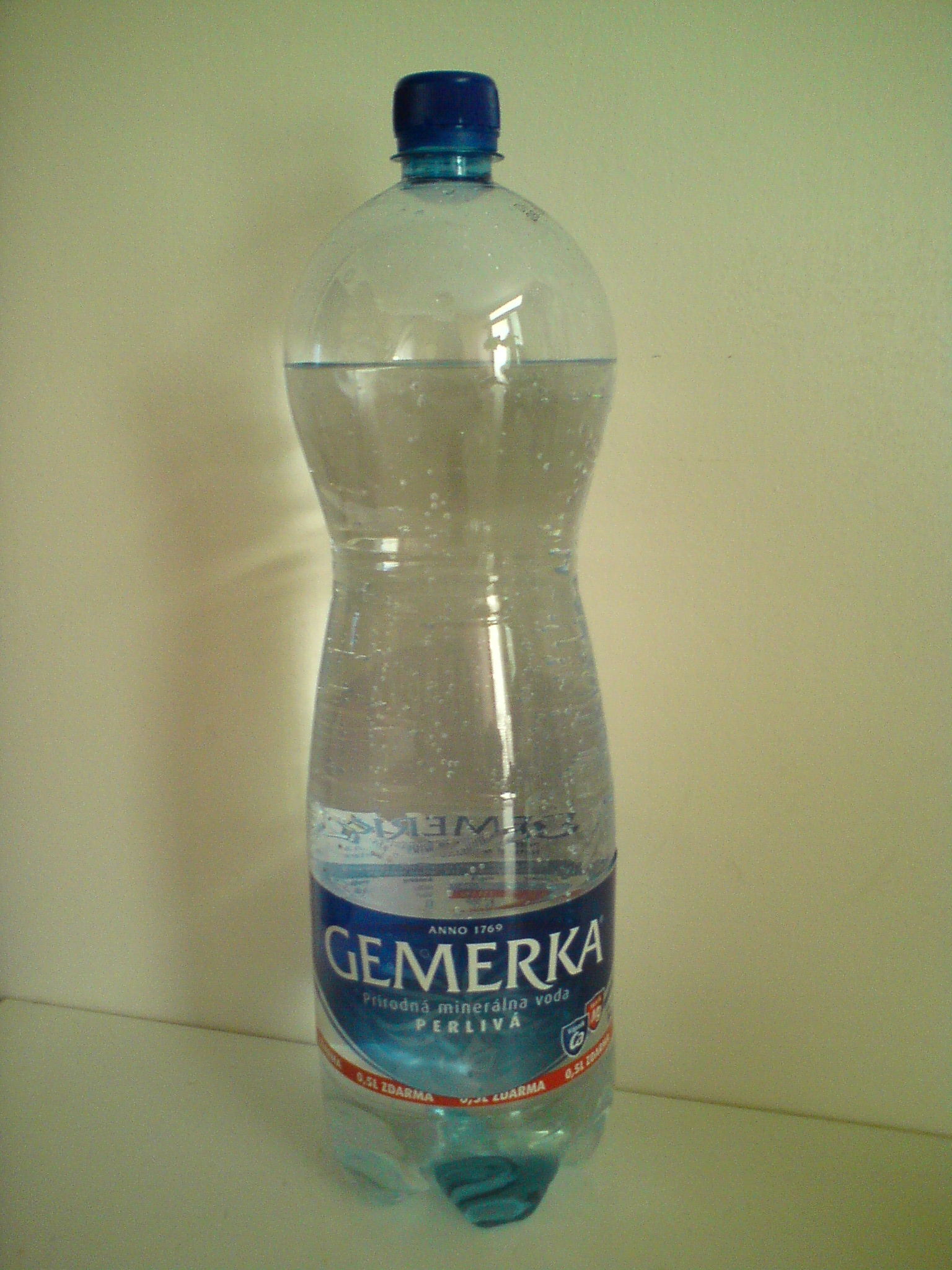
Láhev Gemerky v roce 2009

Gemerka je přírodní minerální voda s obsahem vápníku, hořčíku, síranů a hydrogenuhličitanů. Patří mezi nejznámější minerálky, vyvěrající v oblasti Gemer. Získává se z vrtu HVS-1 ve městě Tornaľa z hloubky 98,5–99,5 m.
Díky zvýšenému obsahu hydrogenuhličitanů je mimořádně vhodná i pro diabetiky, napomáhá také trávení. Obsah vápníku a hořčíku je v optimálním poměru pro zdraví člověka (3 : 1). Minerální vodu Gemerka vyrábí společnost Gemerské vřídla, a.s.
| Rozbor chemického složení (2021) | Rozbor chemického složení (2021) | Rozbor chemického složení (2021) | Rozbor chemického složení (2021) |
| kationty                         | (mg/l)                           | anionty                          | (mg/l)                           |
| -------------------------------- | -------------------------------- | -------------------------------- | -------------------------------- |
| Ca2+                             | 433                              | HCO − 3                          | 1775                             |
| Mg2+                             | 131                              | SO 2− 4                          | 364                              |
| Na+                              | 105                              | Cl−                              | 39,7                             |
| K+                               | 18,0                             | F−                               | –                                |
| NH + 4                           | 1,22                             | NO − 3                           | <1                               |
|                                  |                                  | NO − 2                           | <0,01                            |